# Хмелев (Волынская область)
Хмелев (укр. Хмелів) — село в Зимневской сельской общине Владимирского района Волынской области Украины.
Население по переписи 2001 года составляет 210 человек. Почтовый индекс — 44762. Телефонный код — 3342. Занимает площадь 673 км².